# Église Notre-Dame de Liart
L'église Notre-Dame est une église fortifiée située à Liart, en France.

## Localisation
L'église est située dans le département français des Ardennes, sur la commune de Liart, au centre du village sur la place principale.

## Historique
La construction de l'église date du XVIe siècle. Les conflits incessants entre l'Empire germanique de Charles Quint et le royaume de France de François Ier puis d'Henri II , ont des conséquences dévastatrices pour les populations. En inspection en 1546 dans ces terres du Nord-Est, François Ier encourage les fortifications, qu'elles soient à l'initiative de la noblesse, du clergé ou des populations. L'élévation d'églises fortifiées se multiplient en Thiérache.
À Liart, le chœur de la nouvelle église est financé par l'abbaye Sainte-Nicaise de Reims, abbaye de tutelle de la paroisse, et la construction de la tour-porche par les habitants. Entre les deux, la nef est rebâtie à l’économie. Elle devra être reconstruite en 1859 par un architecte de Rocroi, M.Ryambault.
L'édifice est inscrit au titre des monuments historiques en 1926.

## Description

### Extérieur
L’entrée occidentale est défendue par une tour-porche impressionnante, un véritable donjon de deux étages, percé de canonnières, surmonté d’un clocher lui-même entouré de clochetons. Une bretèche renforce la défense de l’entrée.
Deux tourelles entourent le chevet et l’abside à cinq pans.

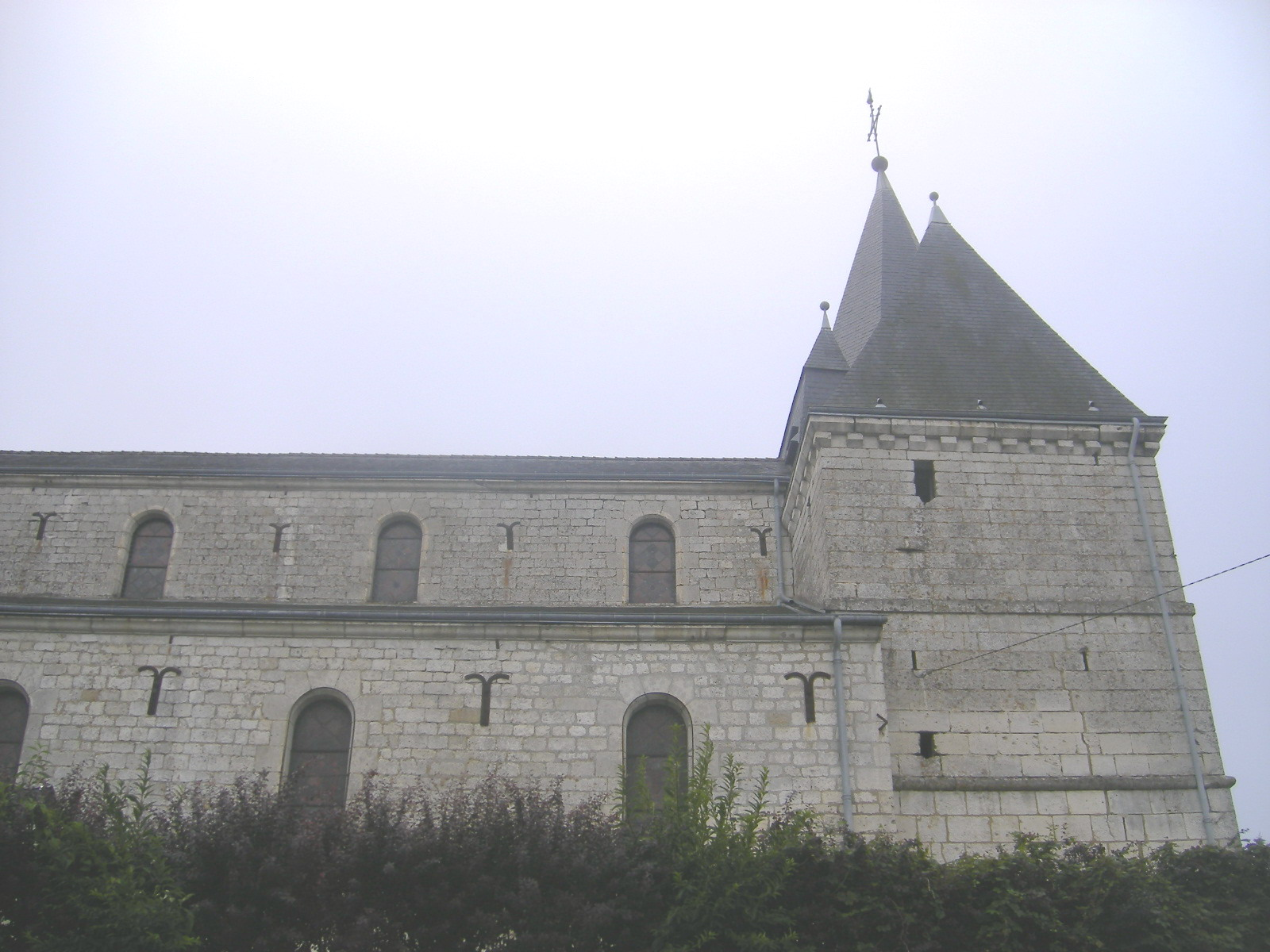
Façade nord
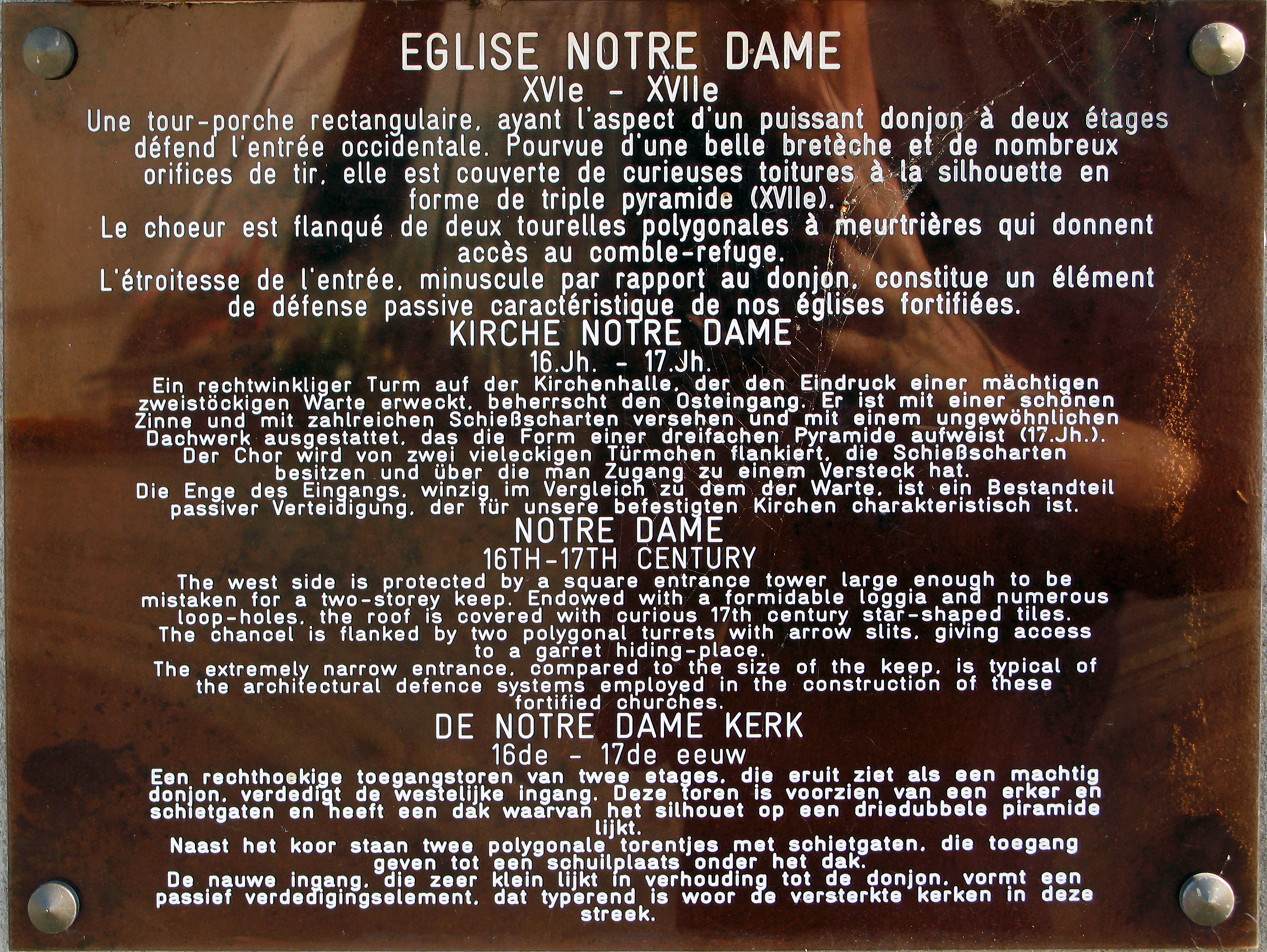
Plaque apposée sur le muret devant l'édifice.
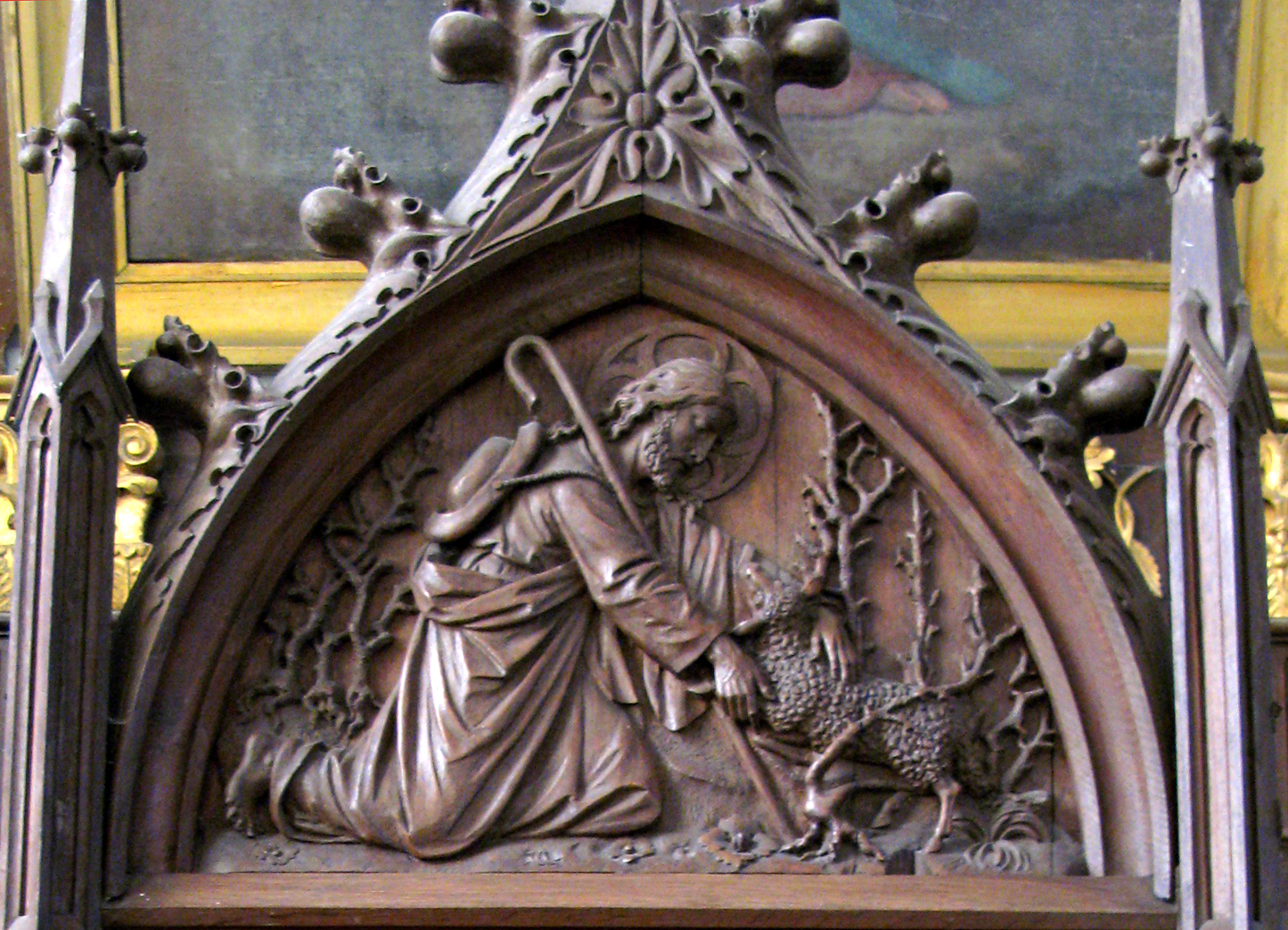
Détail du confessionnal.
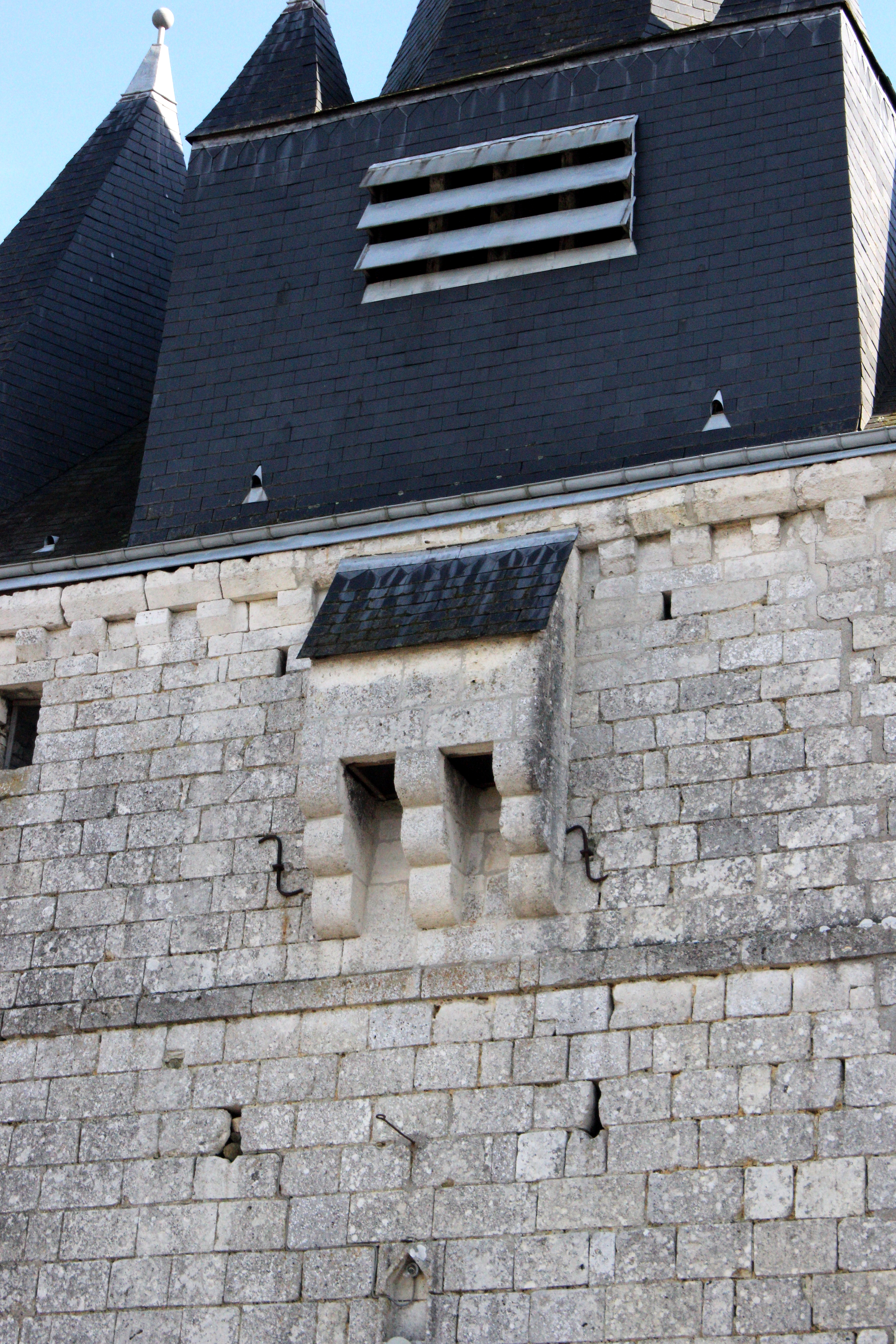
Bretèche

### Intérieur
L'intérieur est structuré autour de la nef, du  chœur et des combles situés au-dessus du chœur : la pièce de refuge.
L'accès à la nef nécessite de traverser une deuxième porte, d'origine plus ancienne et relativement étroite. cette nef est composée de quatre travées, avec un plafond voûté, dont les ogives forment à chaque travée les arêtes d'une pyramide. Les arcades de la nef sont surbaissées et s'appuient sur des colonnes cylindriques. Les bas-côtés sont couverts par des voûtes très plates, en stuc.
On entre dans le chœur en passant par un arc de pierre, daté de 1786. Ce chœur du XVIe siècle est lui aussi voûté, à liernes et tiercerons, et se termine par une abside à cinq pans. L’accès aux combles-refuge, au-dessus du chœur, se fait par les escaliers des deux tourelles accolées au chevet.
Deux petits canons à main de type couleuvrines, en fonte de fer, datant de la fin du XVIe Siècle (objets classés Monuments Historiques, depuis 1929) ont été longtemps visibles au premier étage de la tour surmontant le porche. Ils seraient désormais au Musée d'archéologie nationale, à Saint-Germain-en-Laye.

#### Vitraux
Les vitraux, assez récents, datent des années précédant 1900. Dans le chœur, le vitrail central représente la légende de la découverte d'une statue de la Vierge sous du lierre. Le vitrail offert par l'abbé Hamon, doyen de Signy-le-Petit, est une reproduction du tableau d'Ary Scheffer représentant Saint Augustin et sa mère, Sainte Monique.

#### Mobilier liturgique
On peut remarquer une gloire de style baroque, en bois peint, datant du XVIIe Siècle. Elle est fixée au fond de la nef, juste au-dessus de la porte donnant accès à la salle de garde sous le clocher. Mais aussi un confessionnal, dont le fronton central est orné d'une sculpture représentant le Christ berger, et une croix ancienne en bois, muni d'une sorte de médaillon sculpté comportant un petit texte commençant par « Gloria in Excelcis Deo ». Elle est dressée sous une fenêtre.
La chaire a disparu. Il n'en reste que l'abat-voix, fixé à mi-hauteur d'un pilier.

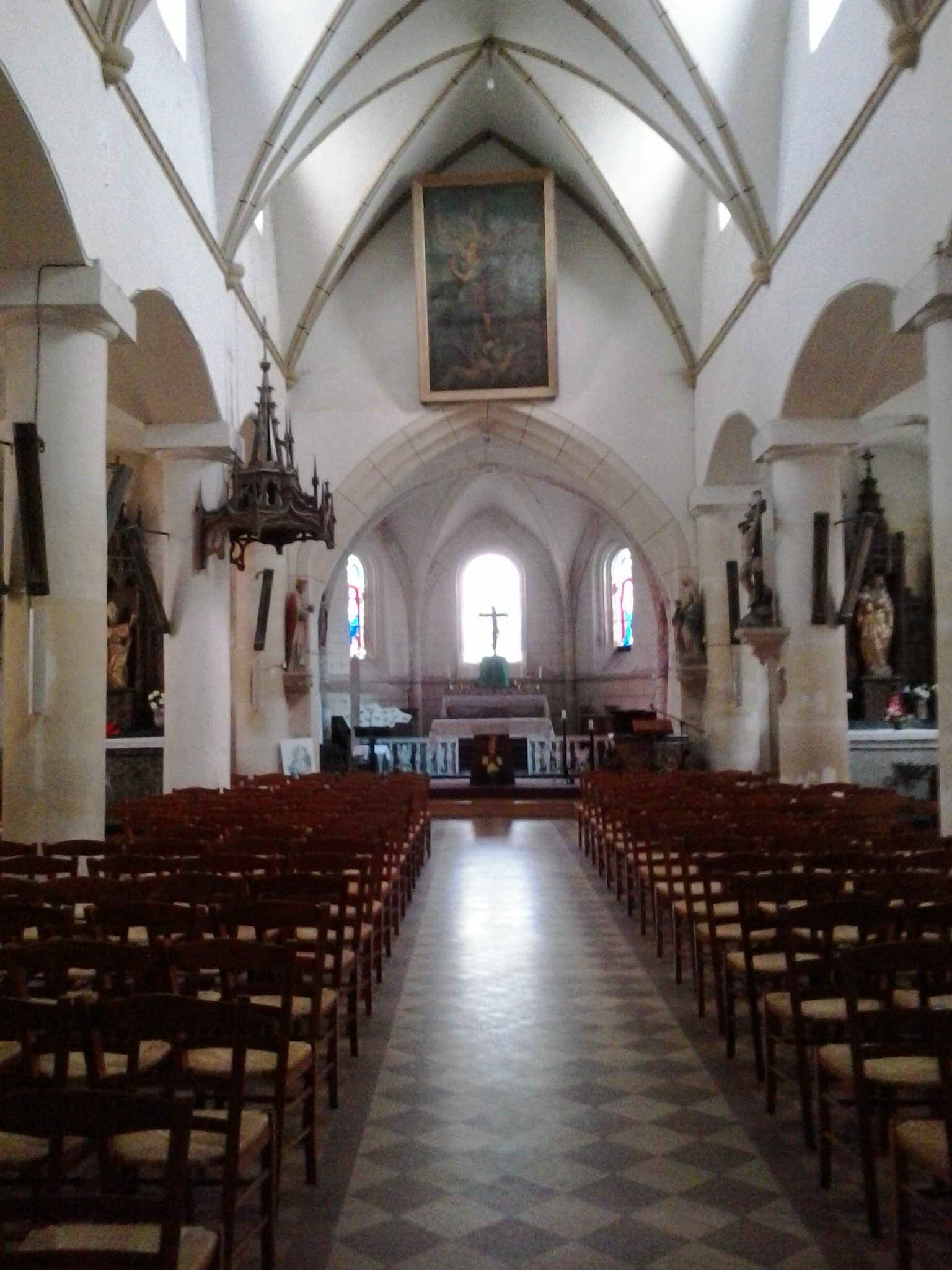
Intérieur de l'église
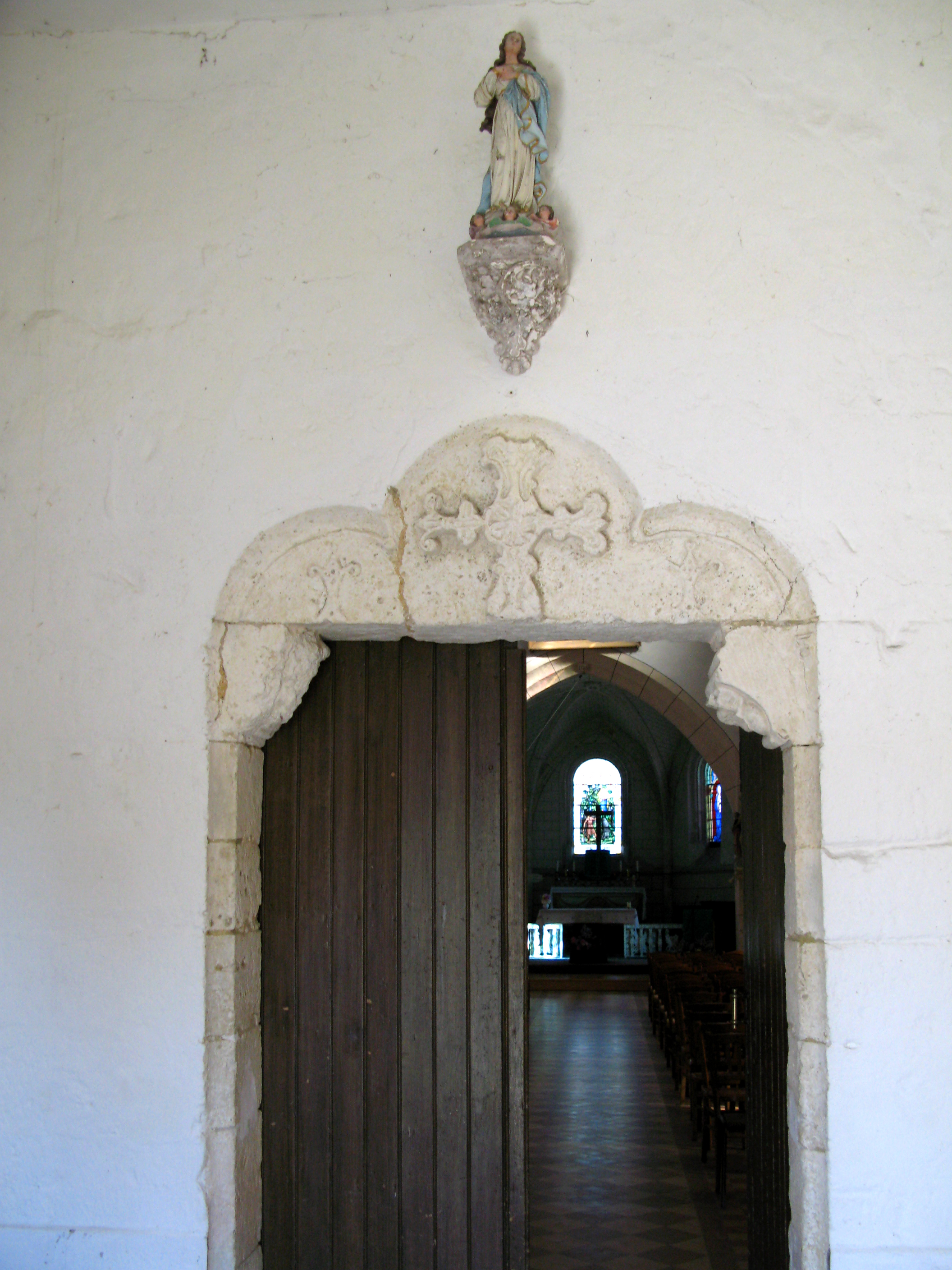
L'accès à la nef est protégé par une deuxième porte.
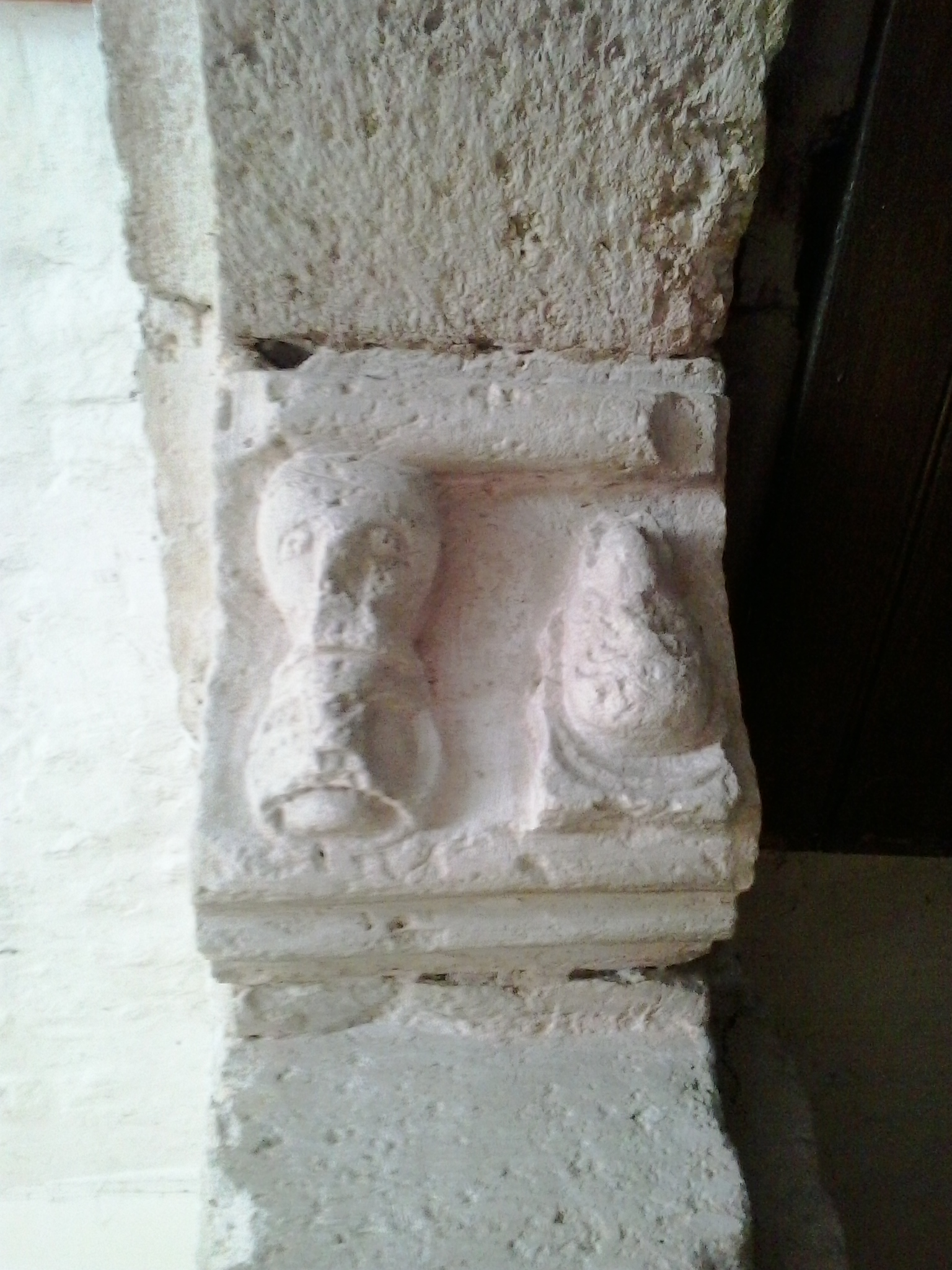
Détail du relief, coin gauche, deuxième porte